# Centropus unirufus
Il cucal rossiccio o cuculo fagiano rossiccio (Centropus unirufus Cabanis & Heine, 1862) è un uccello della famiglia Cuculidae.

## Distribuzione e habitat
Questo uccello è endemico delle isole di Luzon, Polillo e Catanduanes, nelle Filippine.

## Tassonomia
Centropus unirufus non ha sottospecie, è monotipico.